# Klangfrosch

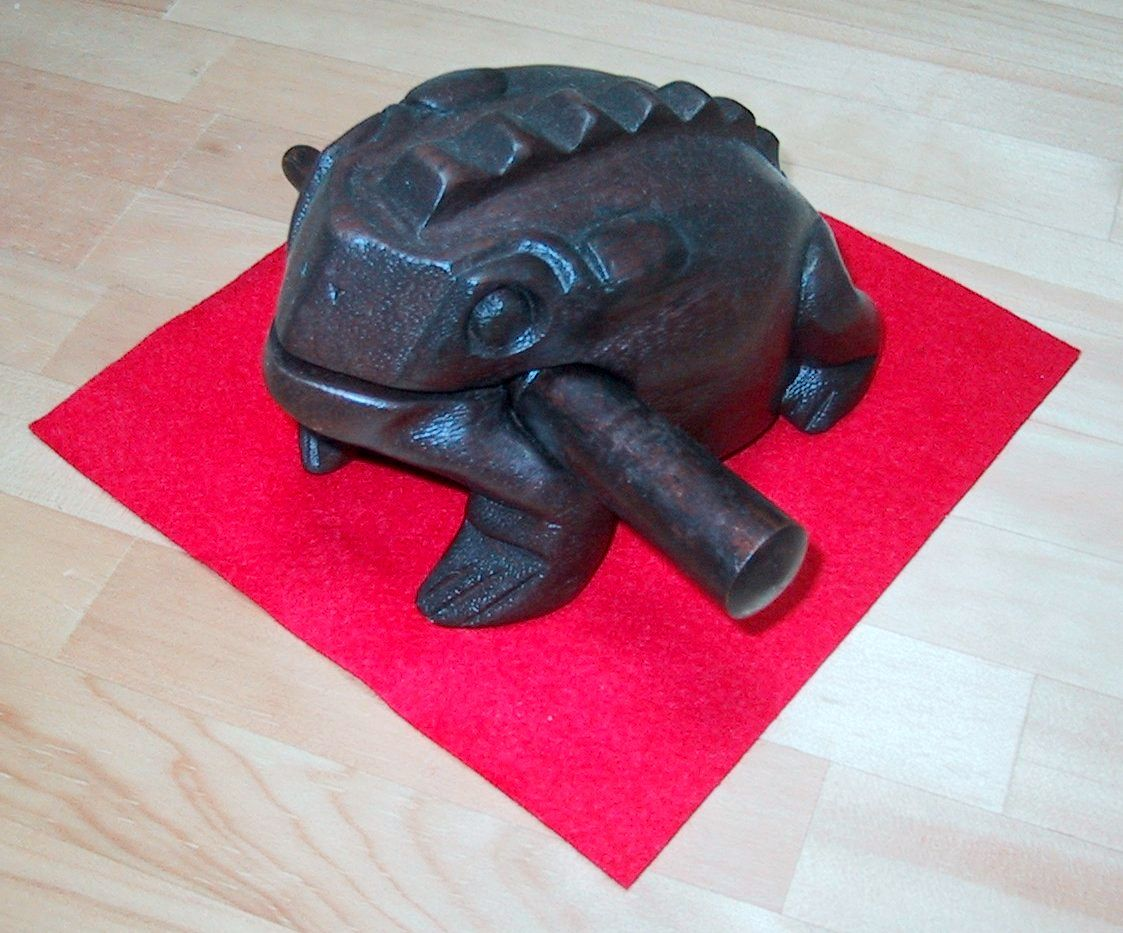
Klangfrosch

Der Klangfrosch (Thai กบไม้แกะสลัก „Holz-Schnitz-Frosch“, englisch wooden croaking frog) ist ein aus Holz geschnitztes Schrapinstrument in der Form eines sitzenden Frosches, dessen Klang – wenn man mit einem Holzstab über den gezahnten Rückenkamm schrapt – dem Quaken eines Frosches ähnelt. 
Der Klang des Instruments entsteht dabei dadurch, dass der Holzstab beim Schrapen über den Kamm, dessen Zahnung je nach Größe des Froschs variieren kann, immer wieder zurückschnellt und so eine fortlaufende kurze Perkussion erzeugt. Hinzu kommt, dass der Klangfrosch, ähnlich wie bei einer Schlitztrommel, innen hohl und bis zur Mitte eingeschlitzt ist, so dass sich das entstehende Geräusch erst langsam aufbaut und bis zum plötzlichen Abbruch am Kammende an Resonanz zunimmt. Am Ende des Schlitzes verläuft quer durch die Körpermitte eine zylindrische Aushöhlung, in die der Holzstab in den Spielpausen gesteckt wird.
Das überwiegend als Kinderspielzeug bekannte Instrument stammt ursprünglich aus Thailand und Ostasien (Japan) und kann seines ähnlichen Aufbaus wegen, ähnlich wie Tempelblöcke, als Schlaginstrument benutzt werden. 